# Antonio Bosa
Antonio Bosa (Pove del Grappa, 1780 – Venezia, 1845) è stato uno scultore italiano.

## Biografia
Nato nel 1780 sotto la Repubblica di Venezia, frequentò fin da giovanissimo la scuola di scultura dell'Accademia di Ca' Farsetti di Venezia. Nel 1799, all'età di diciannove anni, l'architetto tedesco Matteo Pertsch (1769-1834) gli commissionò alcune delle decorazioni scultoree per il palazzo Carciotti in costruzione a Trieste. In sei anni il Bosa scolpì quattordici statue allegoriche: sulla facciata verso il porto Minerva, La Fama, La Giustizia, Mercurio, L'Abbondanza e una Silfide; sulla facciata posteriore Nettuno e Palinuro; nel vestibolo dell'ingresso principale due statue colossali di Ercole e Minerva; ad adornare il grande scalone centrale tre figure femminili semi-nude; nel salone sette bassorilievi su temi omerici. Per il medesimo architetto Pertsch, sempre a Trieste il Bosa adornò la facciata in ordine dorico di Casa Panzera (o Casa della Rotonda) con bassorilievi a tema storico-romano.
Successivamente, ancora a Trieste, si occupò dell'apparato decorativo del nuovo palazzo della Borsa con sculture all'interno delle nicchie e nel pronao, pannelli decorativi con puttini e due statue sopra all'attico. Per l'orologio che adorna il timpano della facciata scolpì i Geni che lo sorreggono. Creò diverse statue poste all'interno dell'edificio.
Sempre a Trieste creò nel 1830 (su commissione del 1818) il monumento al famoso archeologo tedesco Winckelmann, assassinato in quella città nel 1768, e originariamente previsto nella chiesa di San Giusto.